# Xiphasia matsubarai
Xiphasia matsubarai är en fiskart som beskrevs av Okada och Suzuki 1952. Xiphasia matsubarai ingår i släktet Xiphasia och familjen Blenniidae. Inga underarter finns listade i Catalogue of Life.